# Mahindra & Mahindra Limited

Altes Logo

Mahindra & Mahindra Limited (M&M) ist als Teil der Mahindra Group ein indischer Automobilhersteller mit Firmensitz in Indien.

## Tätigkeiten
M&M hat folgende Arbeitsbereiche:
- Automotive Division: Die Fabriken in Mumbai, Nashik, Igatpuri und Zaheerabad produzieren Pick-ups, leichte Nutzfahrzeuge und Threewheeler.
- Farm Equipment Division: Verteilt auf die zwei großen Fabriken in Mumbai und Nagpur und die kleineren Fabriken in Rudrapur (Uttarakhand) und Jaipur stellt diese Abteilung hauptsächlich landwirtschaftliche Nutzfahrzeuge wie Traktoren für den Farmbereich her. In den letzten Jahren werden auch industrielle Maschinen produziert.
- Mahindra Defence Systems (MDS): In Neu-Delhi angesiedelt arbeitet MDS seit fünfzig Jahren an der Entwicklung und Herstellung kugelsicherer Fahrzeuge für die indische Regierung.

M&M beschäftigt rund 11.600 Menschen und hat acht Produktionsstätten, die eine Fläche von 500.000 m² bedecken. Das Unternehmen hat 49 Vertriebsbüros, die von einem Netzwerk von über 760 Einzelhändlern in ganz Indien unterstützt werden.
Die Tochtergesellschaft Mahindra Two Wheelers Limited produziert Motorräder.

## Geschichte
Das Unternehmen wurde am 2. Oktober 1945 unter dem Namen Mahindra & Mohammed von den Brüdern Jagdish Chandra und Kailash Chandra Mahindra gemeinsam mit dem späteren pakistanischen Generalgouverneur Ghulam Mohammed gegründet. Mit der Ernennung von Ghulam Mohammed zum pakistanischen Finanzminister wurde es in Mahindra & Mahindra Limited umbenannt. M & M begann mit dem Handel von Stahl und 1947 stellten sich erste Erfolge mit einem Handelsvolumen von 200 t galvanisiertem Stahl ein, die zur Gründung der M & M Steel Division führten. Im Oktober 1947 wurden die ersten CJ-Jeeps von Willys-Overland nach Indien importiert und bereits 1949 begann die Montage von Jeeps aus importierten Teilen von Willys-Overland.
1954 kam es zum Abschluss des Lizenzvertrages mit Kaiser-Jeep und American Motors für die gemeinsame Produktion der Jeep-Modelle in Indien. Bereits 1962 betrug die indische Fertigungsquote an Teilen 70 % des Jeeps und 55 ha Land wurden bei Kandivli (Mumbai, Maharashtra) gekauft, um die Produktion zu zentralisieren. 1965 begann die Produktion der FC-150-Benzin-Lkw, die 1967 um mehrere Modellvarianten ausgeweitet wurde. Zu dieser Zeit wurden bereits 97 % der Teile von M&M selbst angefertigt. 1969/1970 begann der Export der Fahrzeuge und 1974 wurde die weitere Zusammenarbeit mit Kaiser-Jeep vertraglich vereinbart, die damals bereits im Besitz von AMC, Detroit waren. 1979 kam es zum Vertrag zur Zusammenarbeit mit Peugeot im Dieselmotorsektor, woraus die Dieselmotorisierung in den Mahindra-Modellen resultiert. Mittlerweile produziert das Unternehmen neben Personenwagen auch Traktoren, Busse, Werkzeugmaschinen, elektronische Steuerungen und vieles mehr.
In den 1980er-Jahren wurde der Mahindra-Geländewagen erstmals in Lizenz von anderen Firmen montiert. So war die erste Fremdmontage in Teheran bei der Pars Khodro. Dort wurde das Modell allerdings unter dem Namen Tosan Commander Jeep vermarktet und trat die Nachfolge des Jeep Shahbaz an. Anfang der 1990er-Jahre wurde das Modell auch im sächsischen Werdau in Lizenz gefertigt. Seit 2010 dagegen rollt bei der Bavarian Auto Group in Ägypten der Mahindra Scorpio vom Band. Des Weiteren gab es zur selben Zeit ein Joint-Venture mit Renault. Darunter hatte man den Logan unter dem doppelten Markennamen als Mahindra Renault aufgelegt.
Im Jahr 2011 erwarb M&M 70 % des südkoreanischen Autoherstellers SsangYong. Seit den 2010er Jahren werden Mahindra-Modelle auch bei Pragoti Industries in Bangladesch montiert.
Im Dezember 2015 wurden zudem 76,06 % der Aktien der Pininfarina S.p.A. übernommen. 
Im Jahr 2017 übernahm Mahindra die türkischen Landmaschinenhersteller Hisalar und Erkunt Traktör.
Seit Januar 2015 hält Mahindra & Mahindra die Aktienmehrheit von 51 % an Peugeot Motocycles und ist seit 2019 alleiniger Eigner des französischen Traditionsfertigers. Die Übernahme von Peugeot Motocycle durch die Matures SE & Co. KGaA, eine 2008 gegründete Beteiligungsgesellschaft mit Hauptsitz in München und Niederlassungen in mehreren europäischen Ländern, wird voraussichtlich im ersten Quartal 2023 erfolgen. Mutares erwirbt und wickelt ertragsschwache mittelständische Unternehmen und Konzernausgliederungen ab, um sie gewinnbringend weiterzuveräußern. Mutares ist derzeit dabei, 50 % des Kapitals von Peugeot Motocycles mit einem Anteil von 80 % zu erwerben. Damit hätte der deutsche Investmentfonds die volle Kontrolle über Peugeot Motocycle.
Der bisherige Eigner Mahindra scheint finanziell angeschlagen zu sein. So bat der indische Hersteller den deutschen Hersteller Volkswagen im Sommer 2022 um die Lieferung der elektrischen Komponenten für seine neue INGLO-Elektroplattform.

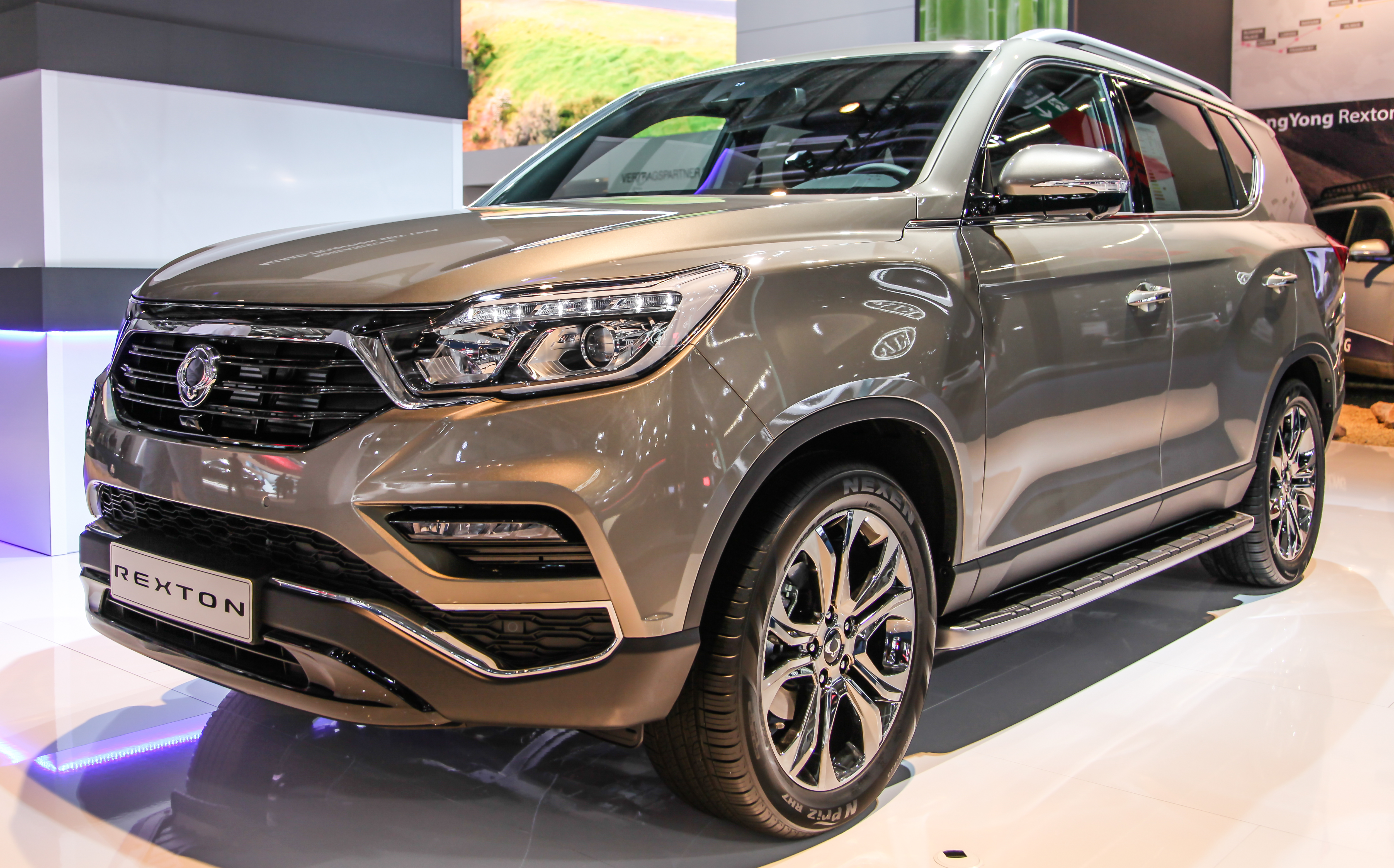
Der Mahindra Alturas G4 basierte auf dem SsangYong Rexton
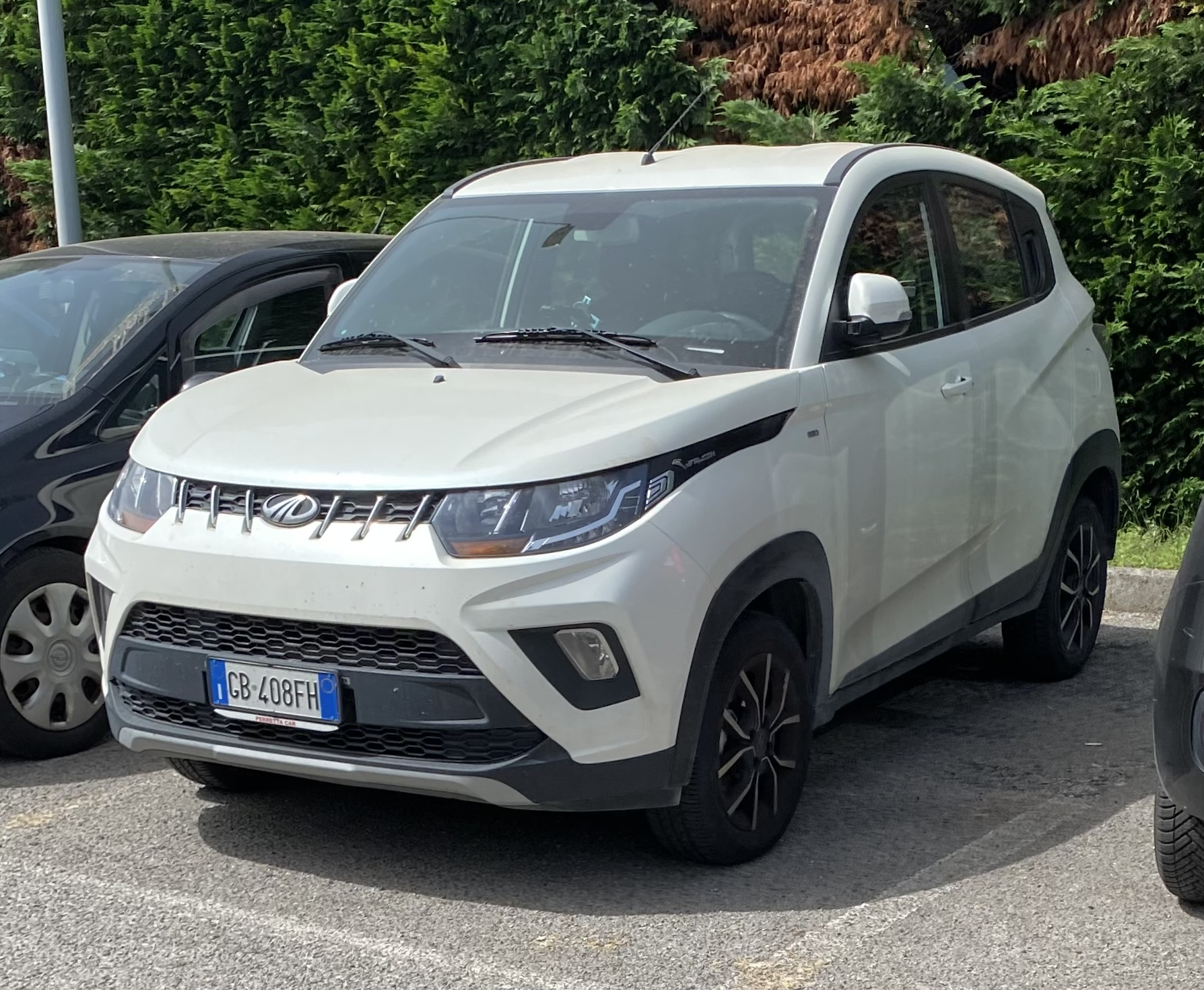
Mahindra KUV 100
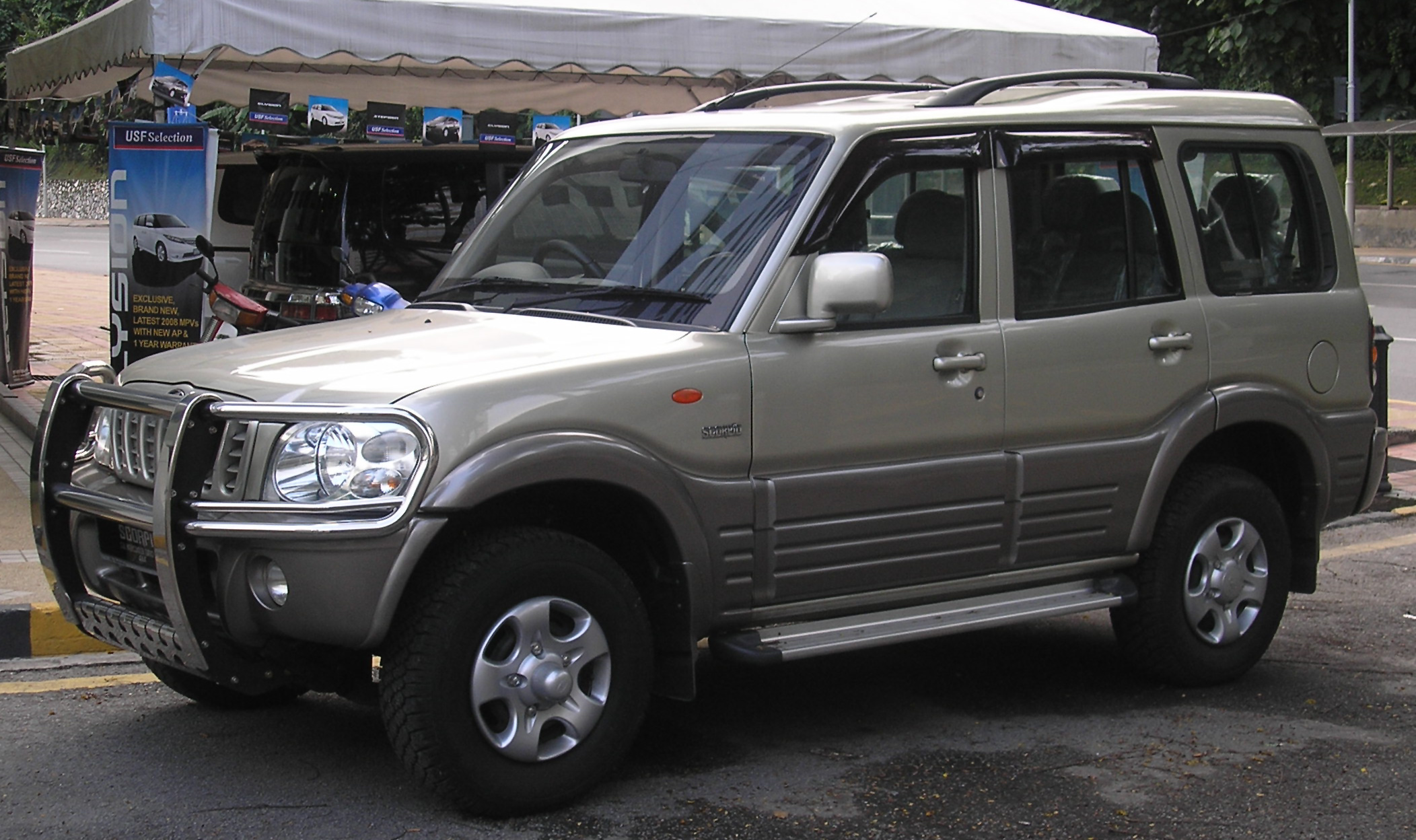
Mahindra Scorpio
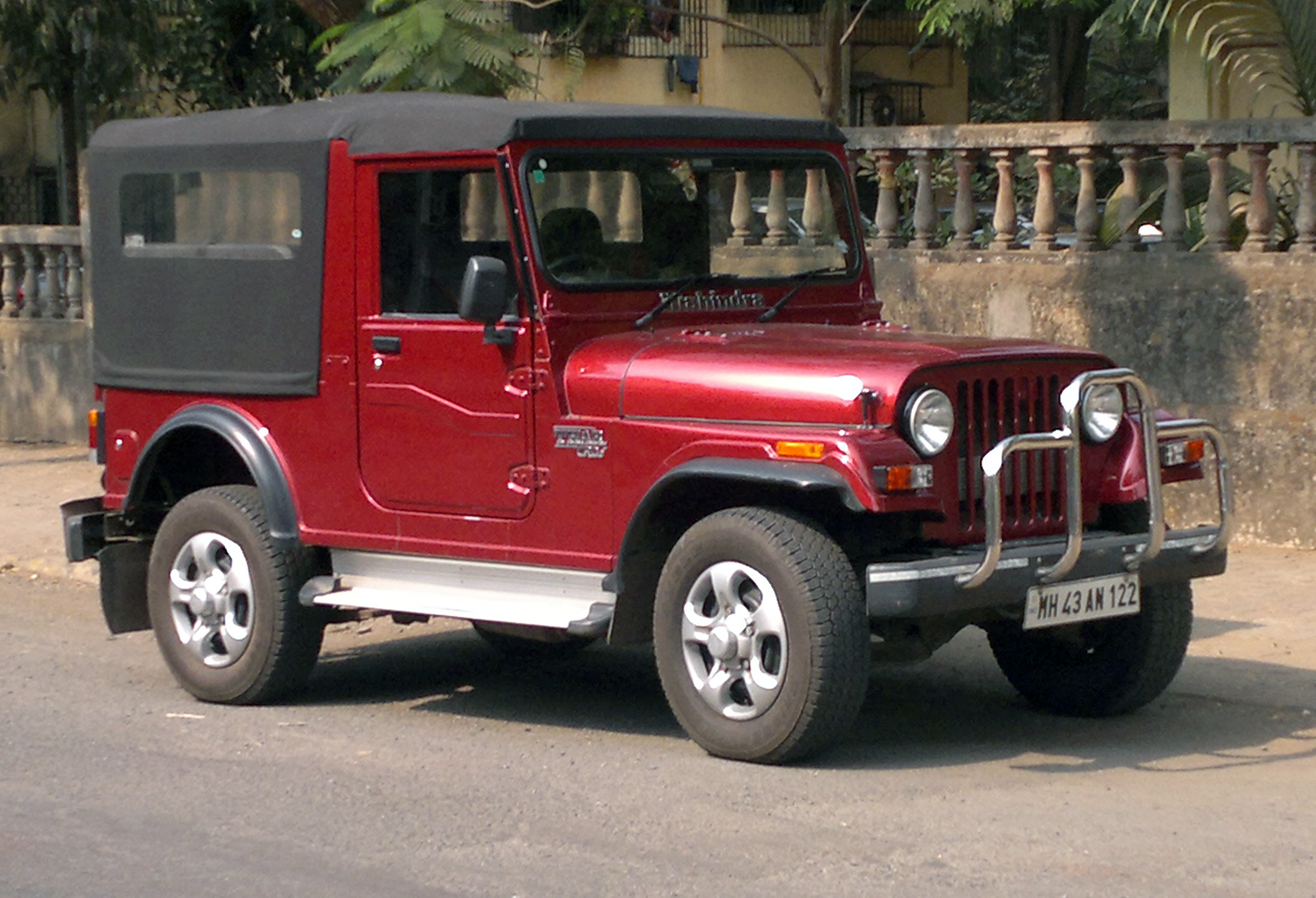
Mahindra Thar
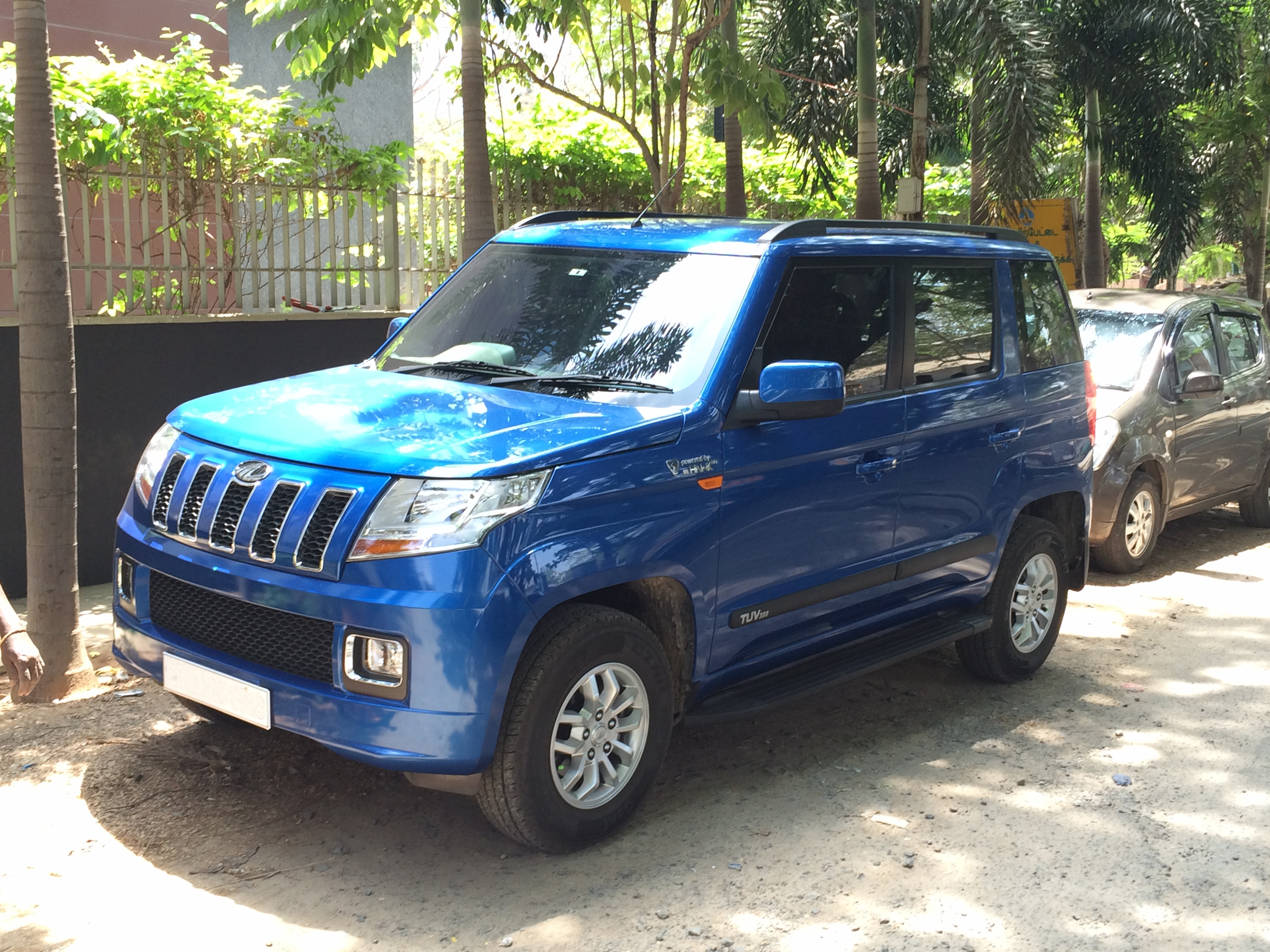
Mahindra TUV 300
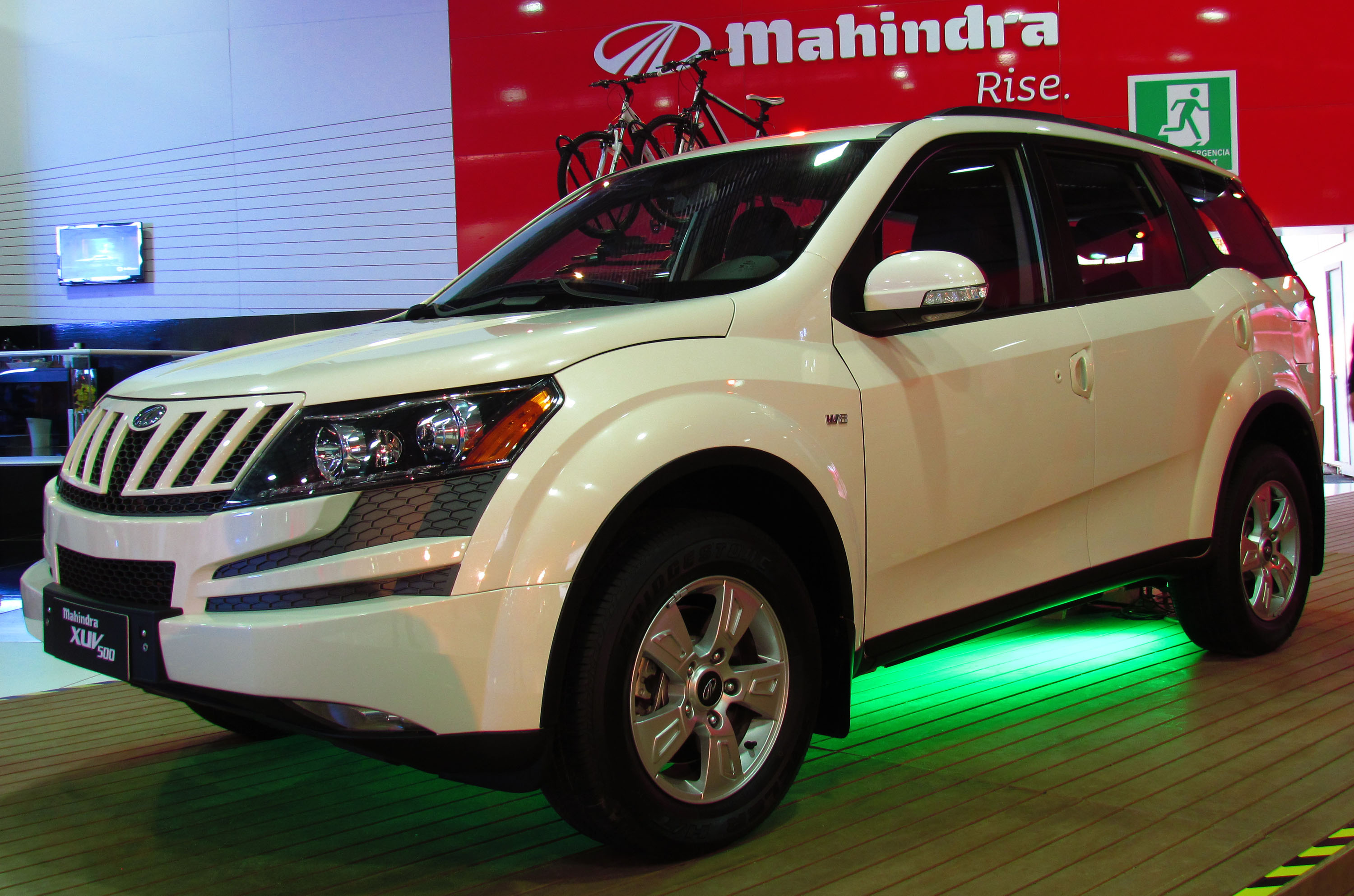
Mahindra XUV 500